# کلاه غیبی
کلاه غیبی فیلمی به کارگردانی  و نویسندگی سالار عشقی ساختهٔ سال ۱۳۳۵ است.

## بازیگران
- فریال میرمطهری
- هوشنگ مرادی
- داریوش اسدزاده